# Sandy Osiecki
Stanley „Sandy“ Eugene Osiecki (* 18. Mai 1960 in Ansonia, Connecticut) ist ein ehemaliger US-amerikanischer American-Football-Spieler. Er spielte eine Saison lang für die Kansas City Chiefs als Quarterback in der National Football League (NFL).

## Karriere
Osiecki spielte zwischen 1979 und 1983 College Football an der Arizona State University. In seinen ersten beiden Saisons spielte er nur jeweils ein Spiel, bevor er 1982 und 1983 in allen Spielen auflaufen durfte.
Nach dem College verpflichteten ihn 1984 die Arizona Wranglers aus der United States Football League, entließen ihn jedoch noch vor Saisonbeginn.
Im Anschluss daran verpflichteten ihn die Kansas City Chiefs als dritten Quarterback. Er lief für sie in vier Spielen auf. Seinen ersten Pass in der NFL warf er im ersten Spiel gegen die Detroit Lions. In Woche 10 spielte er gegen die Seattle Seahawks, wo er im vierten Viertel eine Interception auf Kenny Easley warf, welche von Easley zu einem Touchdown zurück getragen wurde. Dies war die sechste Interception von Seattle und der vierte Interception-Return-Touchdown des Spiels, was einen NFL-Rekord darstellt. Nach der Saison wurde Osiecki von den Chiefs entlassen.

## Privates
Osieckis hat einen Sohn, der zwischen 2011 und 2012 College Football an der University of Connecticut spielte.
In seinem Heimatort Ansonia wurde er 1992 in die lokale Football-Hall-of-Fame aufgenommen.